# Meadowbrook Farm (Kentucky)
Pour les articles homonymes, voir Meadowbrook Farm.
Meadowbrook Farm est une ville américaine située dans le comté de Jefferson, dans le Kentucky. Selon le recensement de 2020, sa population est de 117 habitants.